# Ateliers métallurgiques

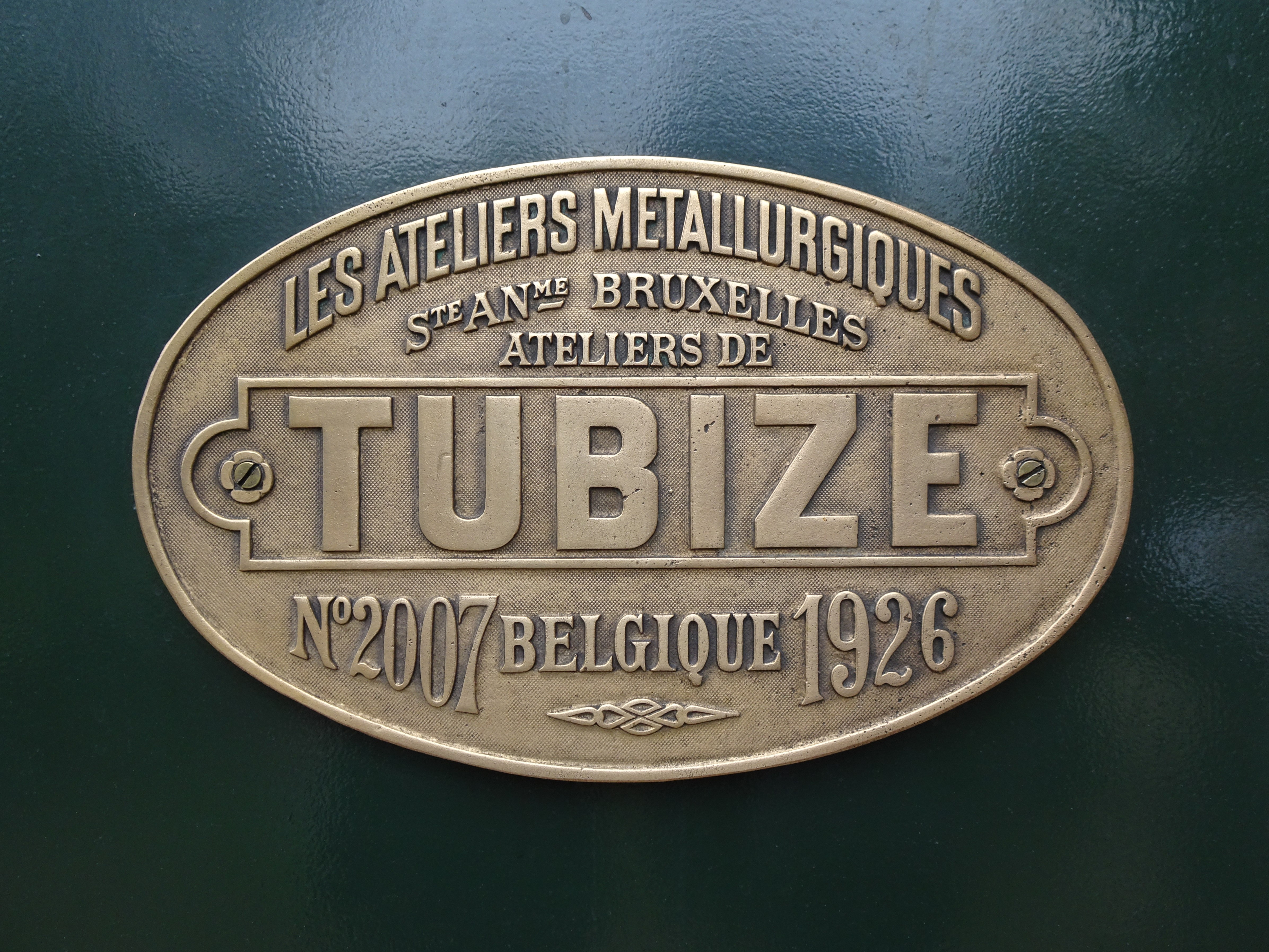
Fabrikschild des Werks Tubize von 1926

Die Société anonyme des Ateliers Métallurgiques waren ein 1905 bis 1956 existierendes belgisches Unternehmen, das im Maschinenbau, im Fahrzeugbau und in der Herstellung von Eisenbahnmaterial tätig war. Es ging auf die Mitte des 19. Jahrhunderts in Tubize gegründete Lokomotivfabrik zurück. Weitere Produktionsstandorte waren Nivelles für Reisezugwagen, Güterwagen und Straßenbahnwagen, La Sembre bei Marchienne-au-Pont in der Region Charleroi für den Brückenbau, Stahlbau und Autos sowie das Werk Manage, das Tiefziehteile und geschmiedete oder geschweißte Hohlkörper herstellte. Das Werk Tubize wurde 1956 von der Société anonyme La Brugeoise & Nivelles (BN) übernommen und 1958 geschlossen. Während der rund hundertjährigen Existenz des Werks wurden nahezu 2300 Lokomotiven gebaut, was es zur zweitwichtigsten belgischen Lokomotivfabrik der Geschichte machte.

## Geschichte

### Vorgeschichte
Der Ursprung der Ateliers métallurgiques geht auf die 1854 in Tubize erbaute Lokomotivfabrik zurück, die von der Kommanditgesellschaft Zaman-Sabatier & Cie betrieben wurde. Die erste Lokomotive aus der neuen Fabrik wurde auf der Weltausstellung Paris 1855 gezeigt und 1856 an die Chemins de fer de l’État Belge (EB) geliefert. 1856 übernahm Julien Morel das Werk, das bis 1863 als Morel & Cie firmierte und in dieser Zeit gut 20 Lokomotiven baute. Es waren kleine Industrielokomotiven, wie sie in Steinbrüchen, Schachtanlagen von Kohlebergwerken und als Baulokomotiven verwendet wurden. Im März 1863 wurde die Aktiengesellschaft Sociéte anonyme de Construction de Tubize mit einem Aktienkapital von 2 Mio. Franc gegründet. Durch die Änderung der Gesellschaftsform war der Zugang zu den Kapitalmärkten einfacher. Das Unternehmen, das manchmal auch als Cie de Tubize bezeichnet wurde, erweiterte seine Aktivität auf den Brückenbau und den Bau und Betrieb von Eisenbahnstrecken. Es wurde immer noch von Julien Morel geführt. Die Eisenbahngesellschaften der Cie de Tubize waren: 
- Société des chemins de fer de la Flandre-Occidentale (FO)
- Société des chemins de fer de l’Ouest de la Belgique  (OB)
- Société de chemin de fer de Tirlemont à Diest (TD)
- Société de chemin de fer de Grand à Dunkerque (GD)

Bereits im Oktober 1864 wurde die Aktiengesellschaft in die Sociéte anonyme d’Exploitation de Chemins de Fer, abgekürzt SE, überführt, die mehr Gewicht auf den Betrieb von Eisenbahnstrecken legte. Die SE wurde Anfang 1865 aktiv und betrieb ein Netz von 600 km Eisenbahnstrecken, was der Fabrik in Tubize regelmäßig und konstant Arbeit für die Herstellung von Lokomotiven und anderem Eisenbahnmaterial gab. 
Die SE bildete zusammen mit der Compagnie des chemins de fer des bassins houillers du Hainaut 1867 das Joint Venture Société générale d’exploitation de chemins de fer, abgekürzt SGE, das ein 700 km langes Bahnnetz betrieb. In dieser Zeit wurde den Werkstätten in Tubiez die Werkstätte von Morlanwelz und Nivelles angegliedert. In dieser Zeit beschäftigte Tubiez ungefähr 350 Mitarbeiter. Der allgemeine Wirtschaftsrückgang gegen Ende der 1860er-Jahre war für das Unternehmen kaum spürbar.
Nachdem der Betrieb der Eisenbahnstrecken 1870 an die Chemins de fer de l’État Belge (EB) übergegangen war, gab es für das Joint Venture keinen Betriebszweck mehr. Es wurde deshalb 1873 die Société anonyme Métallurgique et Charbonnière Belge gegründet, die aus der Fusion der SGE mit der Compagnie des chemins de fer des bassins houillers du Hainaut und der Société anonyme des Charbonnages du Couchant de Charleroi hervorging. Der Zweck der Gesellschaft war nun nicht mehr der Bau und Betrieb von Eisenbahnstrecken, sondern der Betrieb von Kohlebergwerken, Kokereien, Stahlwerken, Schmieden, Walzwerken sowie der Bau von Eisenbahnmaterial und der Stahlbau. Die neue Gesellschaft besaß die folgenden Werksgelände:
- Ateliers de constructions de Tubize (Größe 1,21 ha)
- Ateliers de construction de la Sambre bei Charleroi (4,14 ha)
- Ateliers de Nivelles (3,6 ha)
- Stahlwerk in Châtelet (8 ha)

Die Kohlengrube des Unternehmens befand sich in Anderlues, der Geschäftssitz in Brüssel. Die ältesten Fotos von Werksgeländen und hergestellten Lokomotiven stammen aus den 1870er-Jahren.

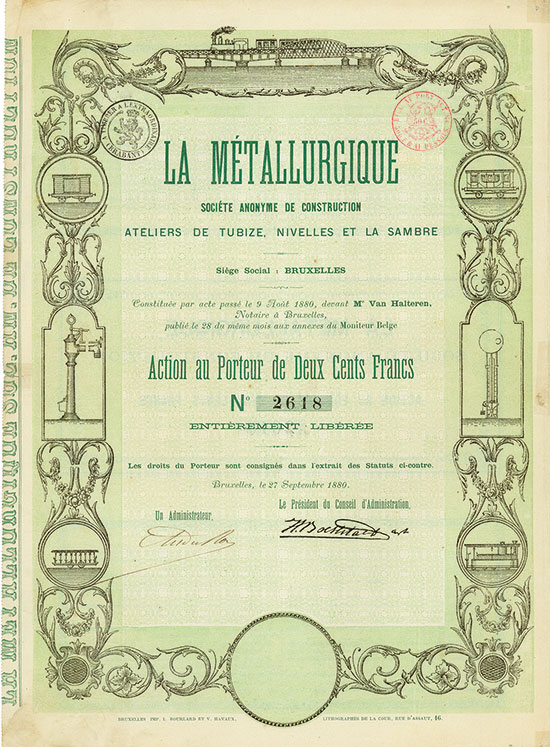
Aktie der La Métallurgique

### La Métallurgique

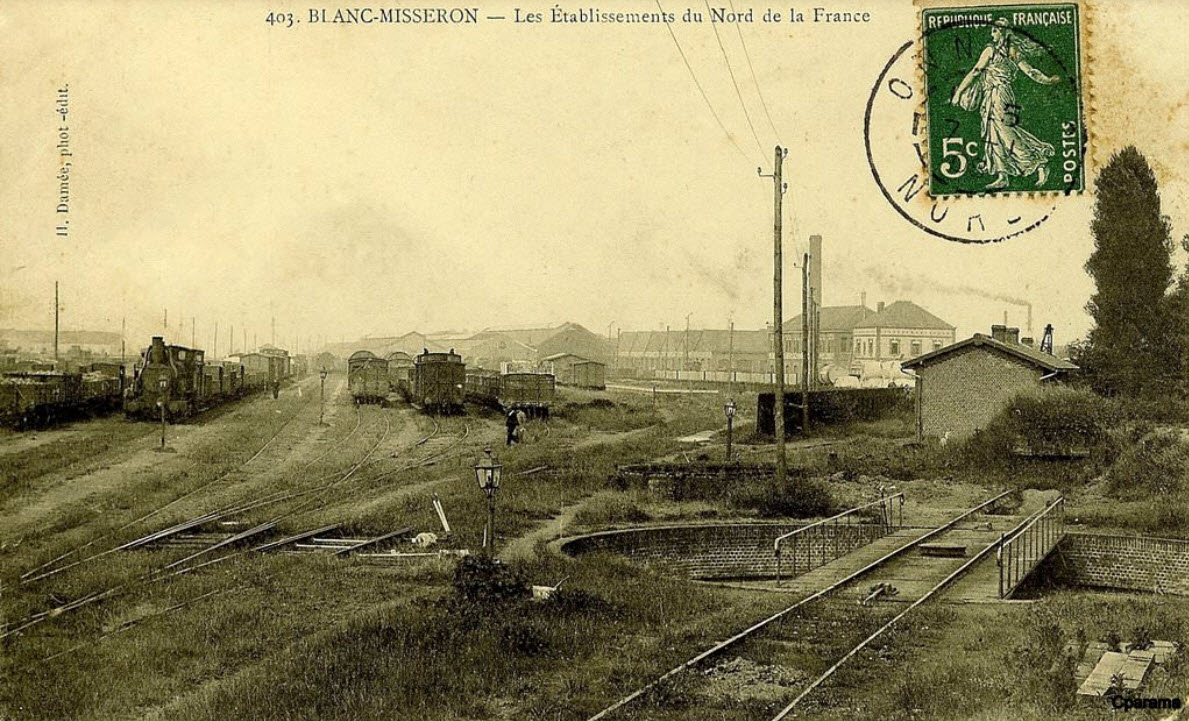
Werksgelände von Blanc-Misseron

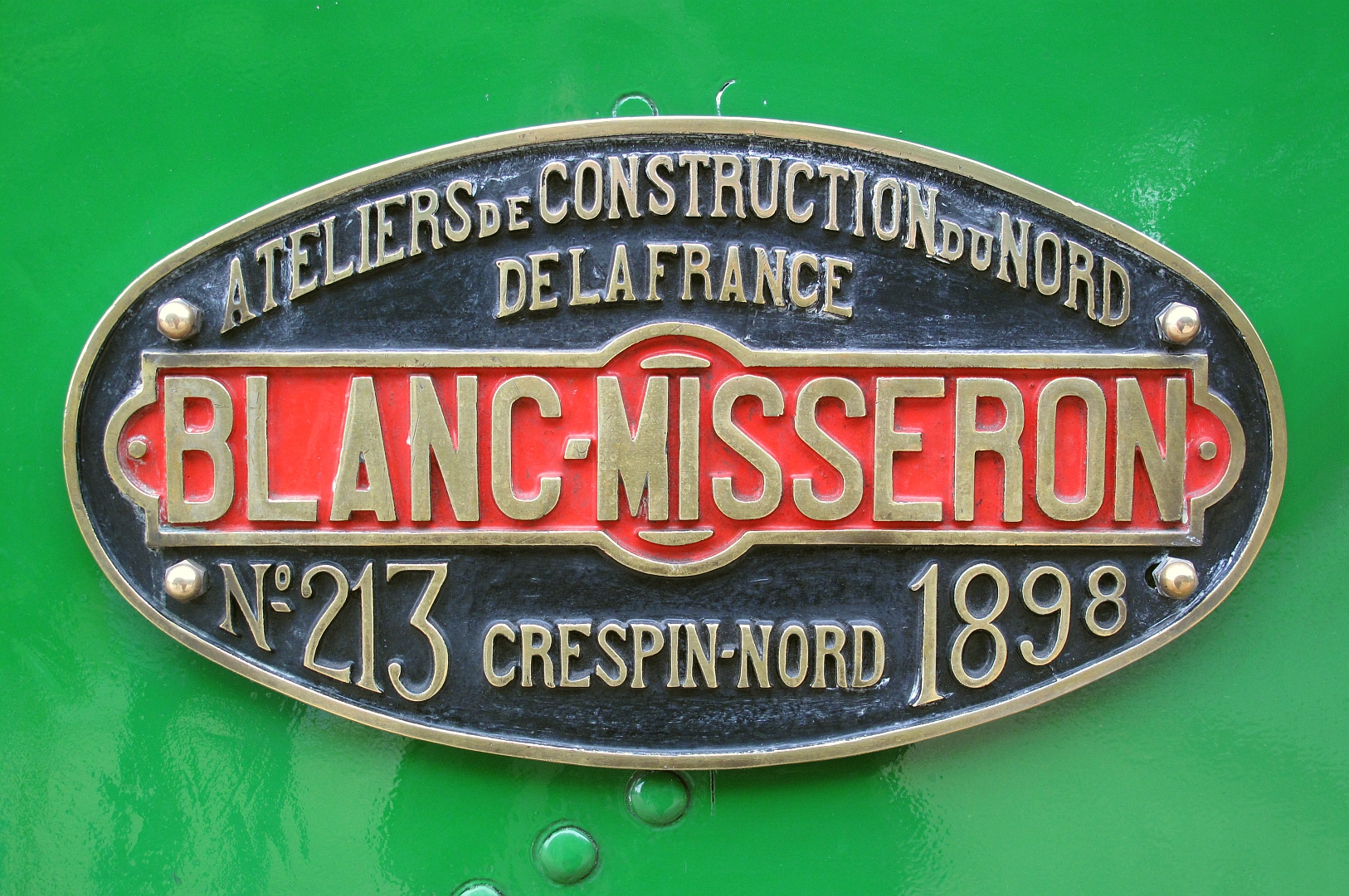
Fabrikschild der ANF

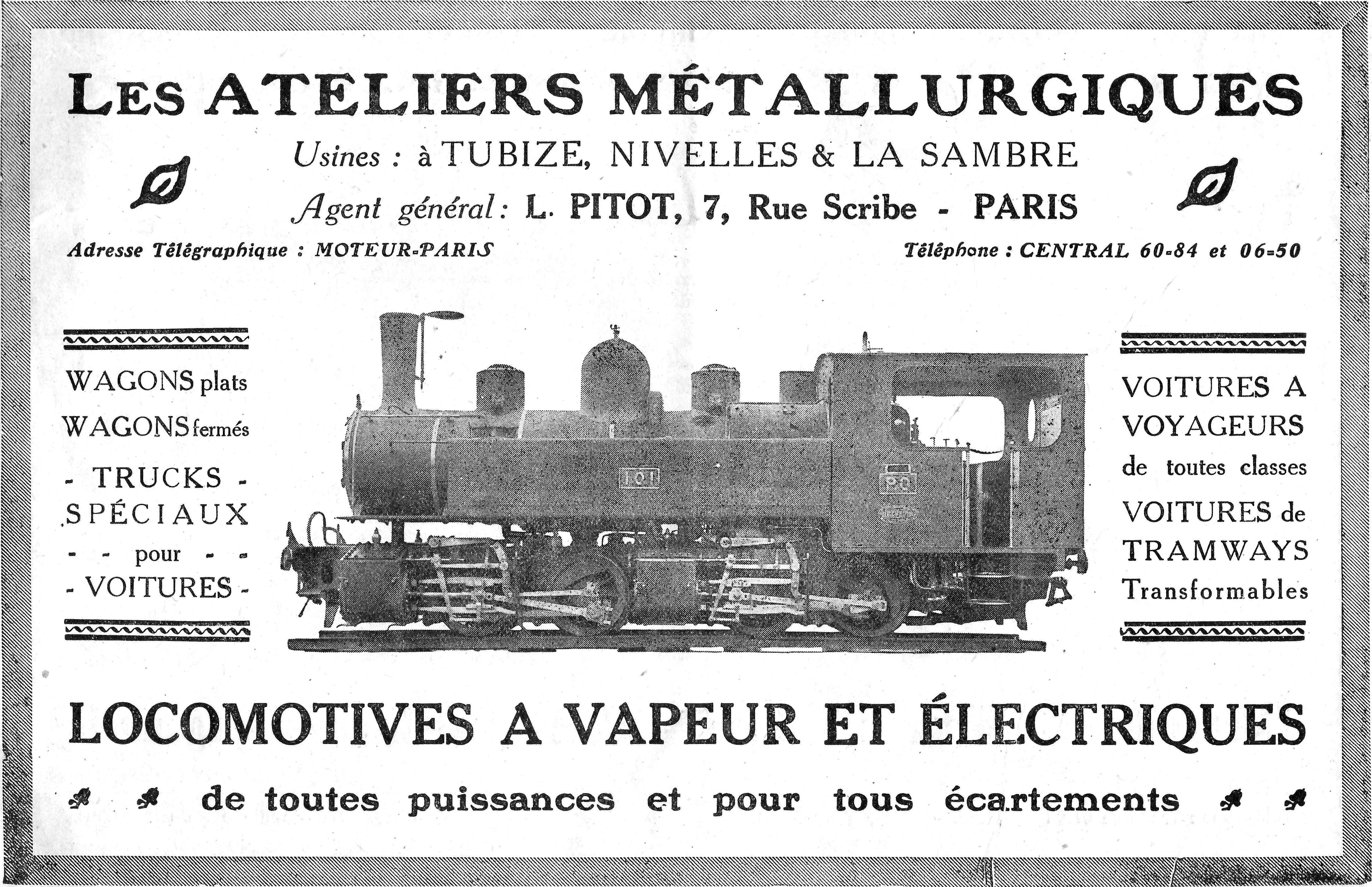
Inserat der Ateliers métallurgiques aus dem Jahre 1927

1880 wurden der Bergbau, das Stahlwerk und der Eisenbahnbetrieb aufgegeben. Eine neue Gesellschaft, die Société anonyme La Métallurgique, wurde gegründet, deren einziger Zweck der Betrieb der Werkstätten in Tubize, la Sambre und Nivelles war. Der Geschäftssitz blieb aber in Brüssel. 1882 gründete das Unternehmen die Tochtergesellschaft Ateliers de construction du Nord de la France (ANF), um französische Einfuhrbestimmungen für Eisenbahnmaterial zu umgehen. Sie baute bei Blanc-Misseron in Crespin ein Montagewerk für Straßenbahnlokomotiven und -wagen, deren Einzelteile aus Belgien stammten. Das Werk baute auf diese Weise zwischen 1885 und 1911 beinahe 400 Straßenbahnlokomotiven. Der Name Blanc-Misseron stand auch auf den Fabrikschildern der gebauten Fahrzeugen. 
1898 beschloss die Geschäftsleitung, dass das Werk La Sambre in den Automobilbau einsteigen soll, es sollten ein Auto und eine Voiturette gebaut werden. Der Bau des Autos wurde nicht weiterverfolgt, aber derjenige der Kleinwagen. Weil das Werk La Sambre nicht die geeignete Einrichtung für den Automobilbau hatte, wurde 1899 beschlossen, dafür ein eigenes Werk in Marchienne-au-Pont zu bauen, das Ende 1900 in Betrieb ging. Die hergestellten Fahrzeuge wurden unter der Marke Métallurgique angeboten, der Automobilbau wurde 1907 in das Unternehmen L’Auto-Métallurgique Société Anonyme ausgelagert.

### Ateliers métallurgiques
Im Jahr 1905 wurde das Unternehmen neu organisiert und in Société anonyme des Ateliers Métallurgiques umbenannt. Die einzelnen Werke spezialisierten sich: Tubize behielt den Lokomotivbau, la Sambre übernahm den Stahlbau und Nivelles baute die Wagen. In Tubize wurden neben den Lokomotiven für den belgischen Markt auch der mechanische Teil der ersten Drehstrom-Lokomotiven der Italienischen Staatsbahn gebaut, die am Giovipass verkehrten. Um 1910 stieg die Anzahl Beschäftigter im Werk Tubize auf über 550. Die Auftragslage war dank weiterer Exportaufträge gut. Es wurden Lokomotiven für mehrere Bahnen in Belgisch Kongo, Rumänien, Spanien, Brasilien und Dänemark gebaut, aber auch für Bahnstrecken in China, die mit Investitionen von Belgien entstanden. 
Während des Ersten Weltkriegs wurde die Produktion eingestellt und das Werk durch Deutschland vollständig abgebaut. Ab 1919 wurde der Betrieb wieder aufgenommen. Es wurden vor allem Instandsetzungsaufträge für die Chemins de fer de l’État Belge (EB), die großen französischen Bahngesellschaften, die Lokomotiven der Kohlegruben und der allgemeinen Industrie ausgeführt. Das gesamte Rollmaterial war während der Belagerung durch die Reichswehr Deutschlands vollständig abgenutzt worden. Aufträge für Neubauten wurden kaum verzeichnet. Der Personalbestand im Werk Tubize ging auf 275 Beschäftigte zurück.
Nachdem ab Mitte der 1920er-Jahre die Elektrifizierung der Hauptstrecken absehbar war, diversifizierten sich die Ateliers Métallurgiques und begannen in Tubize mit dem Bau von großen Portalkrananlagen um das zurückgehende Geschäft mit den Dampflokomotiven zu kompensieren. Tubize konnte Häfen in Antwerpen, Matadi in Kongo, Portugal, in El Salvador und Chile mit ihren Anlagen ausrüsten. 1928 wurde dem Werk Nivelles eine Galvanisationsabteilung angegliedert. Im selben Jahr übernahm das Werk la Sambre die Société anonyme Railways et Signalisation. 1929 übernahmen die Ateliers Métallurgiques die Forges de Bellecourt, deren Werk Manage Tiefziehteile und geschmiedete oder geschweißte Hohlkörper herstellte.
Während der Kampfhandlungen des Zweiten Weltkriegs richtete 1940 eine großkalibrige Bombe großen Schaden an. Sie hatte ihr Ziel, die Eisenbahnstrecke Brüssel–Mons, verfehlt und schlug in der Fabrik ein. Die Deutschen setzten die Wiederaufnahme der Arbeit durch, aber die Aktivitäten wurden gegen 1944 mehr und mehr reduziert.
Nach dem Zweiten Weltkrieg war die Hoffnung auf neue Aufträge groß, sie blieben aber aus. Die Geschäftstätigkeit beschränkte sich auf die Reparatur von Lokomotiven der Belgischen Staatsbahn (SNCB). Es gab nur zwei größere Aufträge für Lokomotiven – einen für Formosa und einen für Kolumbien. 
1951 wurden die letzten beiden Dampflokomotiven für Belgisch Kongo bestellt. Tubize baute noch um die zwanzig Diesellokomotiven, was aber das Werk nicht retten konnte. Die letzten Dampfkessel wurden 1953 gebaut. In Tubize wurde noch Bergbaugerät gebaut, aber das Ende des Werks war abzusehen.
Das Werk Tubize wurde 1956 von der Société anonyme La Brugeoise & Nivelles (BN) übernommen. Es sollten ganze Betriebszweige in Tubize und la Sambre geschlossen werden. Der Personalbestand ging unaufhaltsam zurück, bis das Werk 1958 endgültig geschlossen wurde. Das Personal wurde teilweise in den Werken Nivelles und Bruges weiterbeschäftigt.

## Lokomotiven
Beispiele von Lokomotiven, die von 1905 bis 1956 in den Ateliers Métallurgiques in Tubize gebaut wurden:

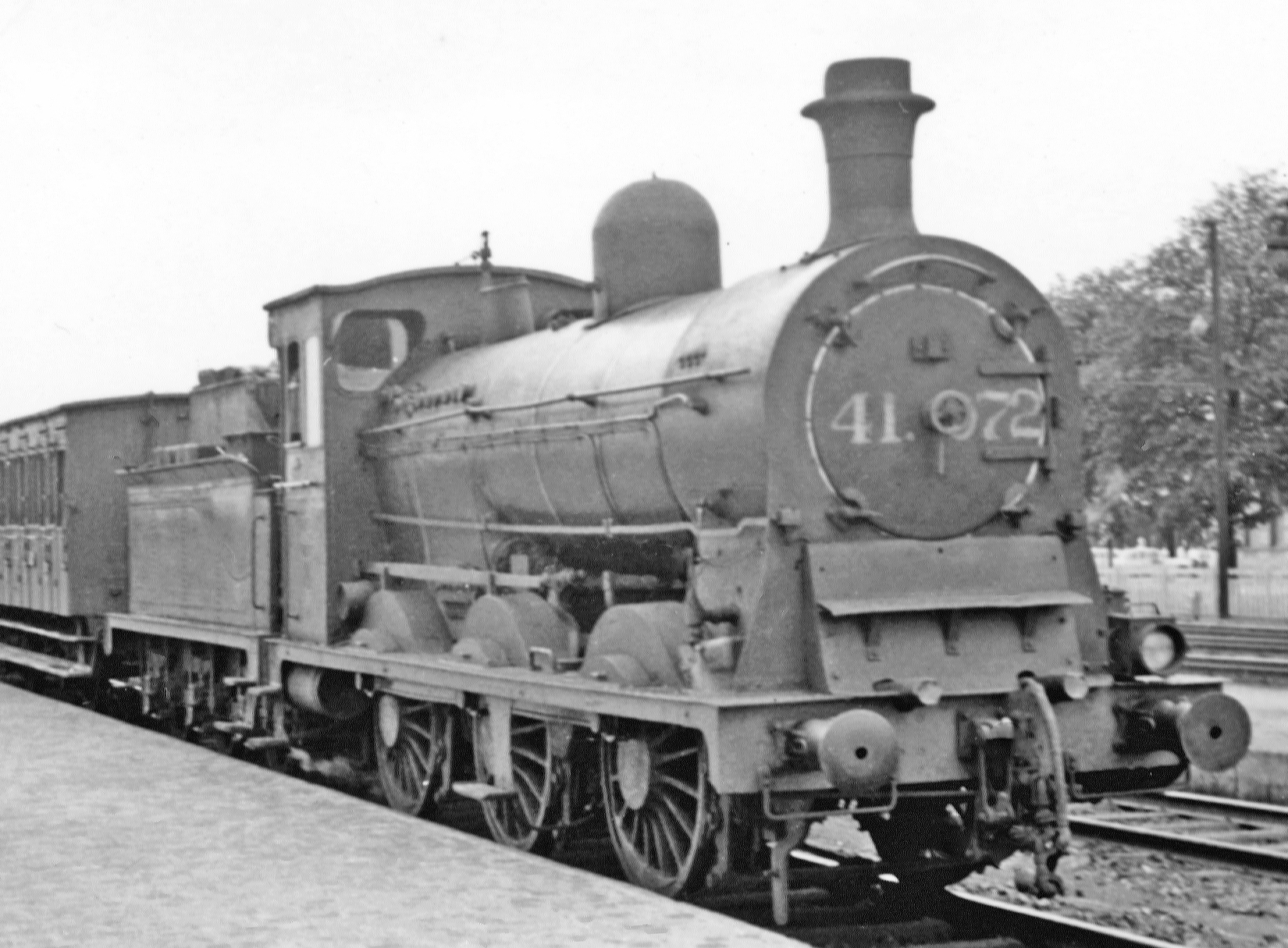
Reihe 32 für die Chemins de fer de l’État Belge (EB)
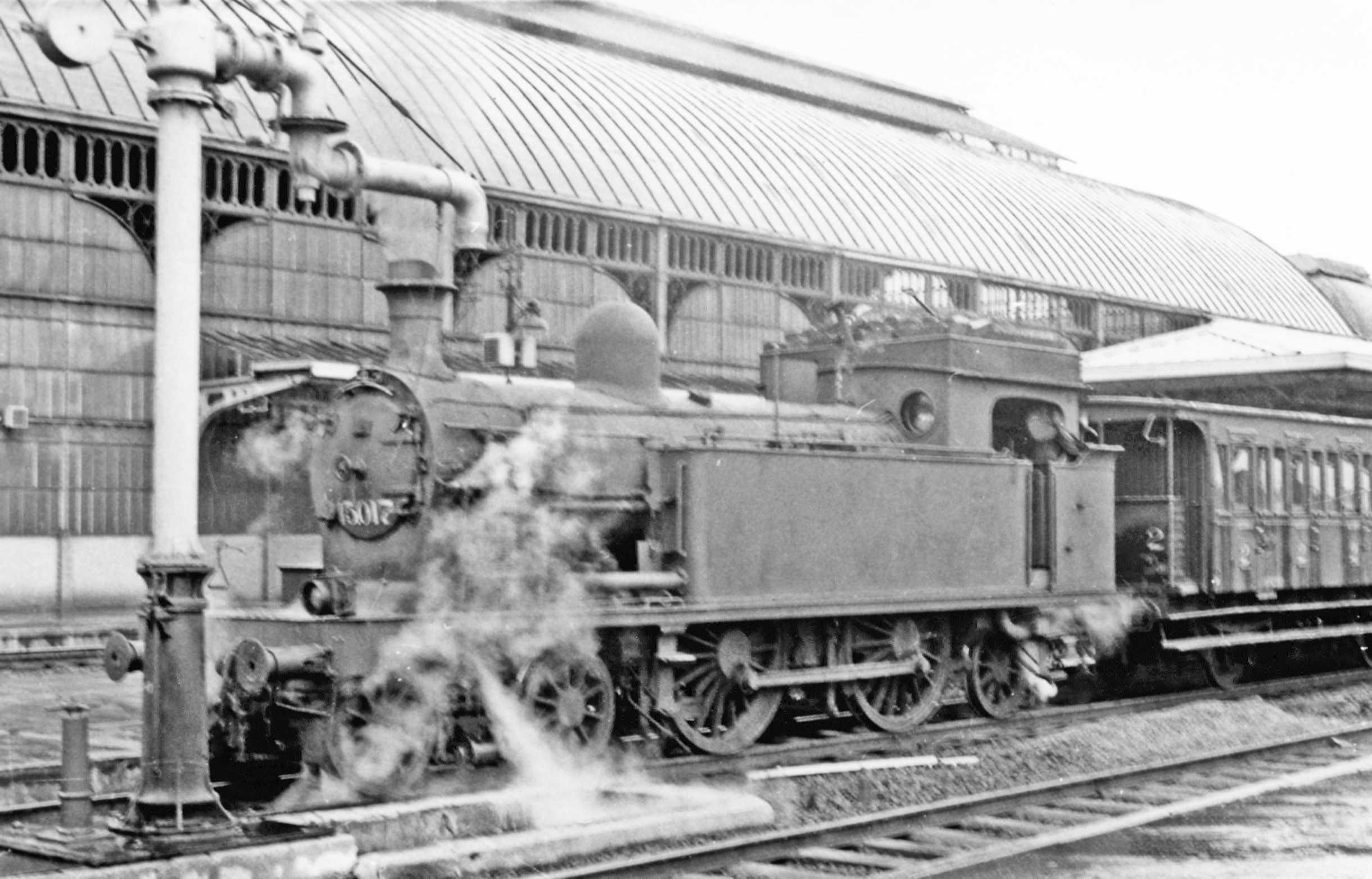
Reihe 15 für die Chemins de fer de l’État Belge (EB)
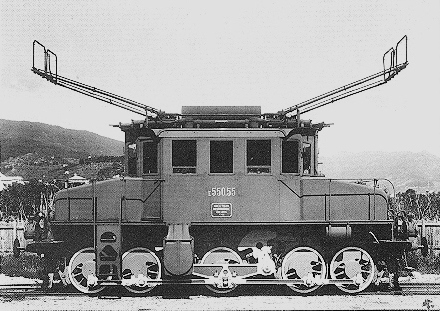
Drehstromlokomotive E.550 für die Italienische Staatsbahn
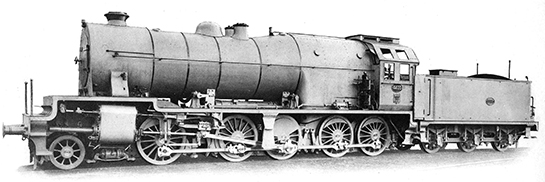
Reihe 36 für die Chemins de fer de l’État Belge (EB)
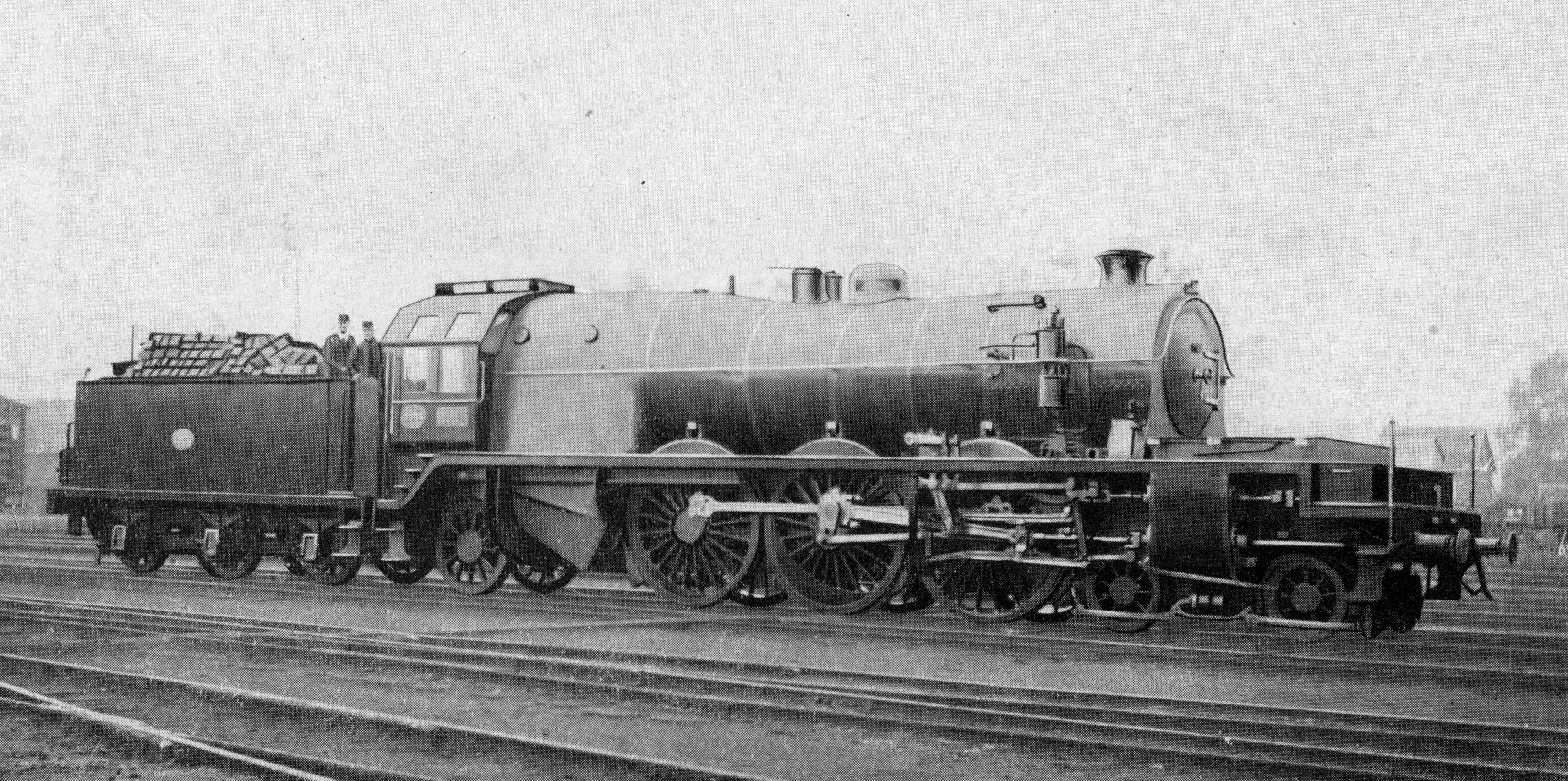
Reihe 10 für die Chemins de fer de l’État Belge (EB)
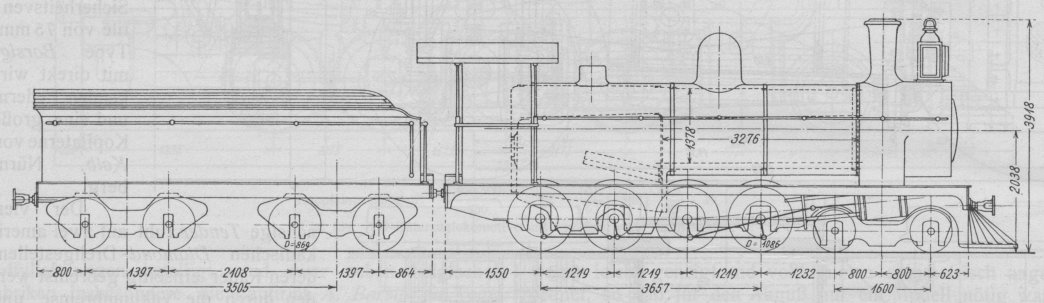
Kapspur-Güterzuglokomotive für Belgisch-Kongo
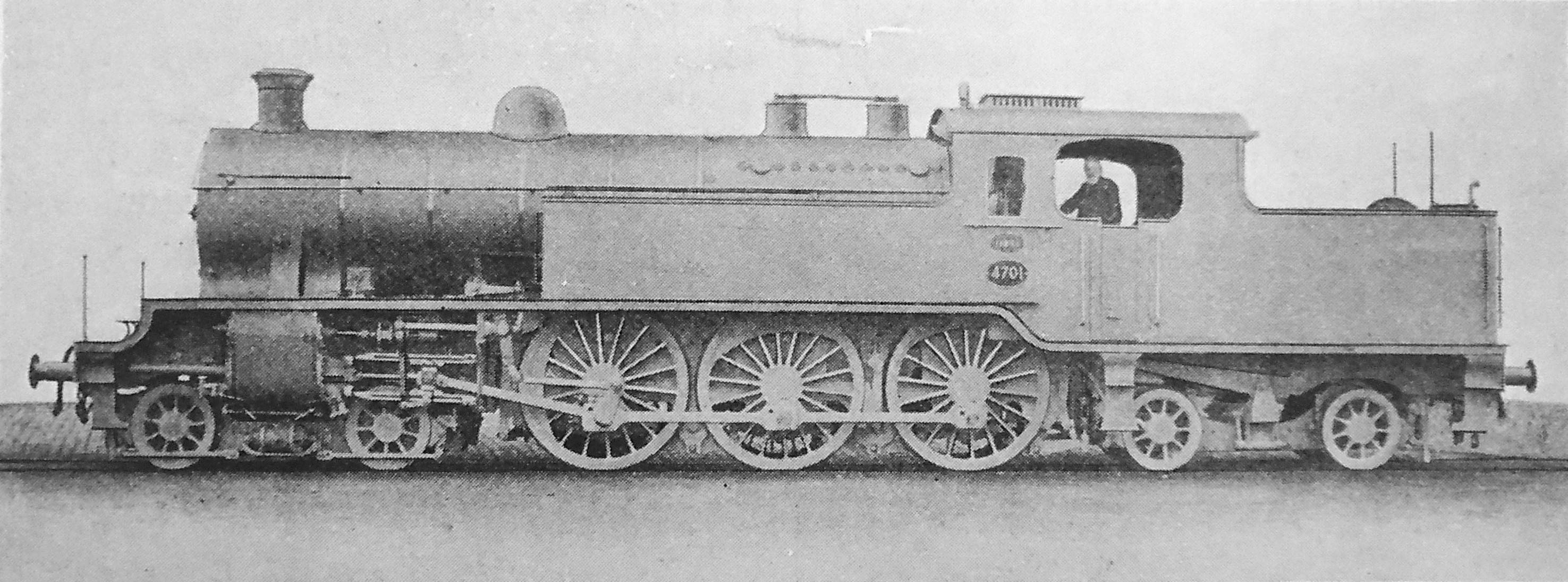
Reihe 13 für die Chemins de fer de l’État Belge (EB)